# Henrik Sillem
Henrik ("Henk") Sillem (Amsterdam, 12 augustus 1866 – Courmayeur, Aosta, (Italië), 13 juli 1907) was een Nederlands jurist en sportschutter.

## Opleiding en carrière
Sillem genoot zijn schoolopleiding aan het Instituut Noorthey te Veur (thans Leidschendam) en studeerde daarna rechten aan de Universiteit van Amsterdam. Hij was lid van het Amsterdams Studenten Corps en maakte deel uit van het dispuut 'Vondel'. Op 8 mei 1891 verdedigde hij in het openbaar in het Universiteitsgebouw zijn proefschrift 'Het faillissement des verzekeraars' op gezag van de rector magnficus Dr. G.A. van Hamel, hoogleraar in de rechtsgeleerdheid. Daaropvolgend dreef Sillem een advocatenpraktijk te Amsterdam. Eveneens was hij juridisch adviseur, openbaar aanklager en procureur.

## Schietsport en Olympische Spelen

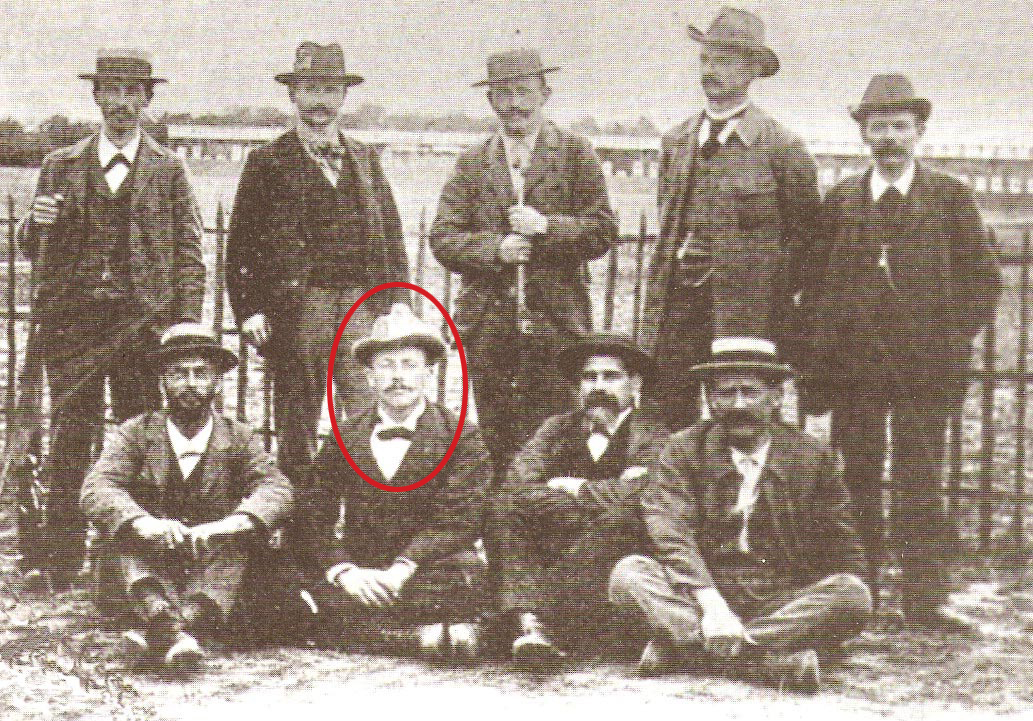
Het Olympisch schietteam in Zwitserland, 1900. Rood omcirkeld is Henrik Sillem.

Samen met Solko van den Bergh en de Fransman François Monod was hij initiatiefnemer voor de eerste wereldkampioenschappen in de schietsport in 1897 en werd tot 1901 op diverse onderdelen in totaal zeven maal kampioen. Hij nam deel aan de Olympische Zomerspelen in 1900 waar hij met het Nederlandse team, dat verder bestond uit Solko van den Bergh, Antoine Bouwens, Dirk Boest Gips en Anthony Sweijs, de bronzen medaille won op het onderdeel 'militair pistool'.

## Persoonlijk

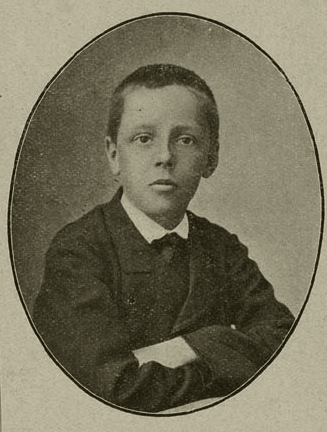
Henrik Sillem als jonge knaap.

Henrik Sillem was de zoon van Johann Gottlieb Sillem, firmant bij de bankiersfirma Hope & Co te Amsterdam. Zijn moeder was jkvr. Judith Catharina Henriette Hoeufft. Hij trouwde te Arnhem op 28 mei 1891 met jkvr. Susanna Catharina Beatrix des Tombe (1869-1948), lid van de familie Des Tombe. Uit dit huwelijk werden twee zonen geboren; Frans Johann en Henrick ('Boet') Sillem. Zij scheidden in 1897. Sillem hertrouwde te Londen op 24 oktober 1902 met Bertha Eva Johanna Reuser, (1879-1971), dochter van Johann Reuser en Katharina Anna Schmolck; na het overlijden van Sillem hertrouwde zij in 1922 met jhr. Feyo Willem Joost Sickinghe (1881-1944), administrateur van de thee-onderneming Sakokak te Soekaboemi (vanaf 1972 gespeld Sukabumi) (Preanger Regentschap) daarna geneesheer te 's-Gravenhage.

## Bergsport
Sillem was een liefhebber van de bergsport. Zijn hele leven lang een geducht alpinist, beklom hij in 1886 als 19-jarige via de noordzijde de Matterhorn (samen met F.G. Waller). In 1902 beklom hij het Nun Kun-massief in Kashmir, in 1905 beklom hij de Aconcagua (Zuid-Amerika). Samen met Peter Graham besteeg hij in maart 1906 de westzijde van Mount Cook in New Zealand. Daarbij beklom hij ook Mount Kinsey en Mount Ellie. Sillem bereikte slechts de leeftijd van 41 jaar; hij stierf op 13 juli 1907 tijdens de afdaling van de Aiguille du Midi, nabij de Mont Blanc waarbij hij een fatale val maakte. Hij werd in Courmayeur (Noord-Italië) begraven.

## Geraadpleegde bronnen
- Nederland's Patriciaat 1 (1910), 2 (1911), 22 (1935-1936), 47 (1961)
- Academisch proefschrift 'Het faillissement des verzekeraars', uitgave Roeloffzen & Hubner, Amsterdam, 1891. Herdruk: Kessinger Publishing, LaVergne, Tennessee, USA, 2010
- databaseOlympics
- Artikel in Journal of Olympic History [dode link]
- (en)  Profiel van Henrik Sillem op sports-reference.com (gearchiveerd)
- Tijdschrift De Prins der Geïllustreerde Bladen 27 juli 1907: artikel n.a.v. overlijden Henrik Sillem
- Gedenkboek Noorthey 1820-1920. Uitgegeven door het Genootschap Noorthey naar aanleiding van het 100-jarig bestaan. Uitgeverij Joh. Enschede en zonen, Haarlem 1920)
- Ernst Heldring: Herinneringen en dagboek (in drie delen; deel 1 en 2: Herinneringen en dagboek/deel 3: bijlagen). (heruitgegeven door Dr. Joh. de Vries. Uitgave van het Nederlands Historisch Genootschap, Utrecht 1970)

- International Standard Name Identifier: 0000 0003 9566 8427
- Nederlandse Thesaurus van Auteursnamen: 068605773
- Virtual International Authority File: 290486865
- WorldCat: E39PBJrKPMfGYGBqPkpmcfFh73